# Elementos do Grupo 5
O grupo 5 (5B) da tabela periódica é conhecido como o “Grupo do Vanádio”. Constituído dos elementos:
- Vanádio (23V)
- Nióbio (41Nb)
- Tântalo (73Ta)
- Dúbnio (105Db) (sintético)